# Tabanus combustus
Tabanus combustus är en tvåvingeart som först beskrevs av Jacques-Marie-Frangile Bigot 1891.  Tabanus combustus ingår i släktet Tabanus och familjen bromsar.
Artens utbredningsområde är Ghana. Inga underarter finns listade i Catalogue of Life.